# Jim Hunt
James Baxter "Jim" Hunt, Jr., född 16 maj 1937 i Wilson, North Carolina, är en amerikansk demokratisk politiker. Han var guvernör i North Carolina 1977–1985 och 1993–2001.
Hunt var aktiv inom studentpolitiken under studietiden vid North Carolina State College (numera North Carolina State University). Han avlade 1962 masterexamen i jordbruksekonomi och fortsatte sedan med juridikstudier vid University of North Carolina at Chapel Hill.
Hunt efterträdde 1973 Hoyt Patrick Taylor, Jr. som viceguvernör i North Carolina och efterträddes 1977 av James C. Green. Efter en mandatperiod som viceguvernör satt han sina två första fyraåriga mandatperioder som guvernör. I guvernörsvalet 1992 gjorde Hunt comeback och vann en tredje mandatperiod. Fyra år senare vann han som första guvernör i North Carolinas historia en fjärde fyraårig mandatperiod. År 2001 efterträddes Hunt som guvernör av Mike Easley. Samma år grundades med anknytning till University of North Carolina at Chapel Hill ett utbildningspolitiskt forskningsinstitut som bär Hunts namn: James B. Hunt Institute for Educational Leadership and Policy. Vid North Carolina State University grundades ett annat forskningsinstitut, Institute for Emerging Issues, som bedriver framtidsforskning. Forskningsinstitutets bibliotek beslutade man att döpa till James B. Hunt, Jr. Library.